# Tremastarblomma
Tremastarblomma (Tradescantia virginiana) är en himmelsblomsväxtart som beskrevs av Carl von Linné. Tremastarblomma ingår i släktet båtblommor, och familjen himmelsblomsväxter. Inga underarter finns listade.

## Bildgalleri

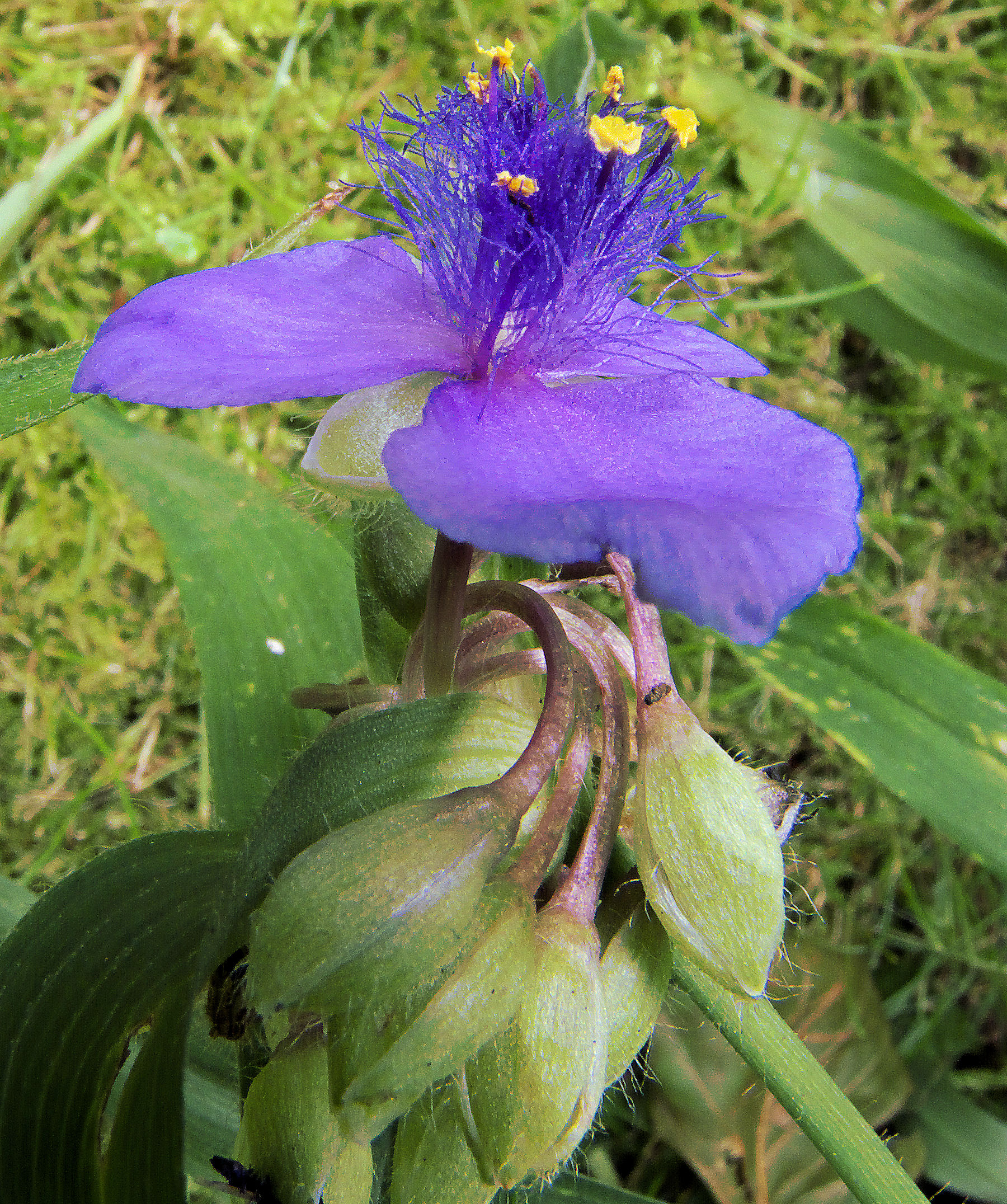
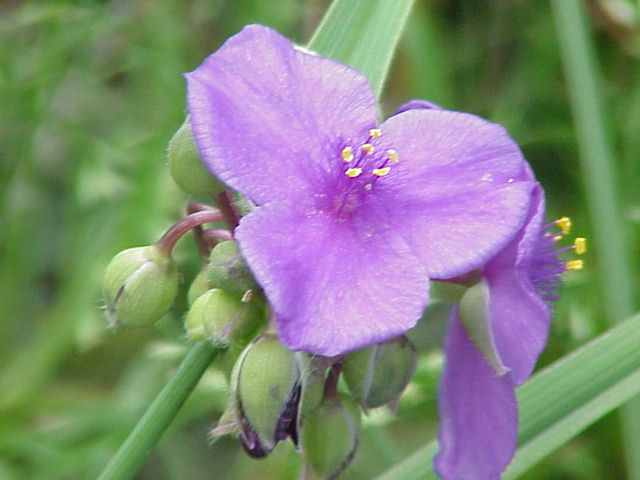
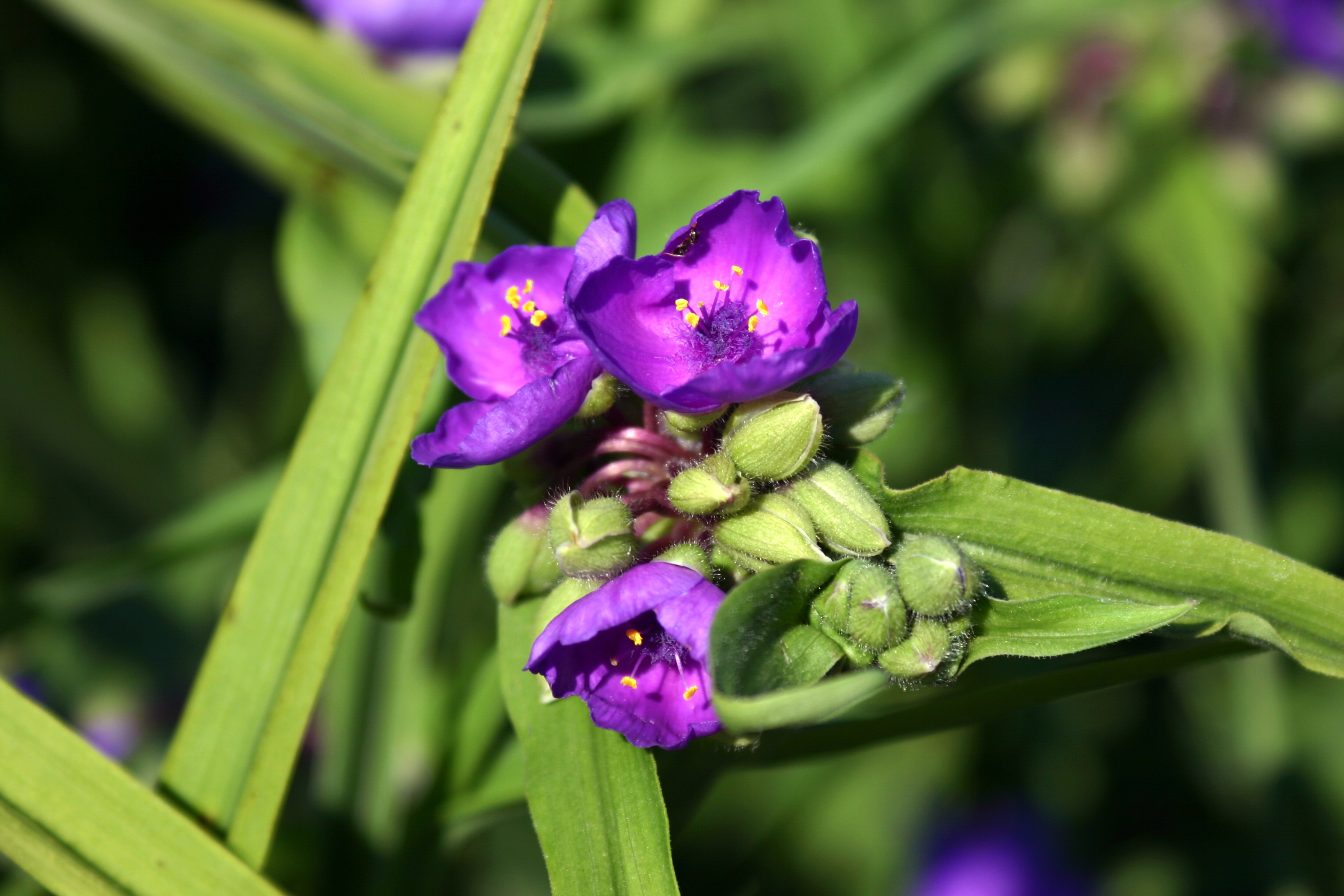
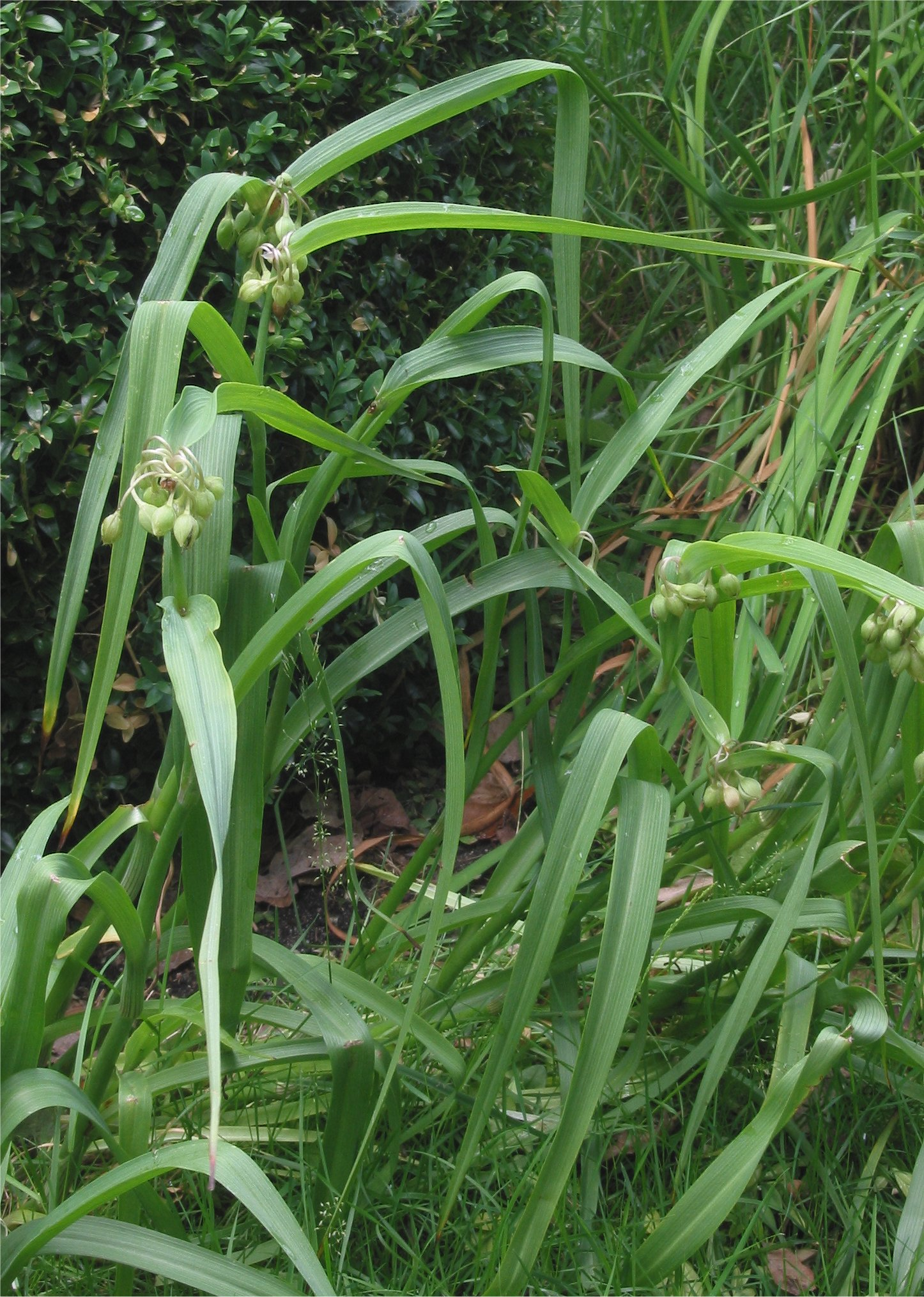
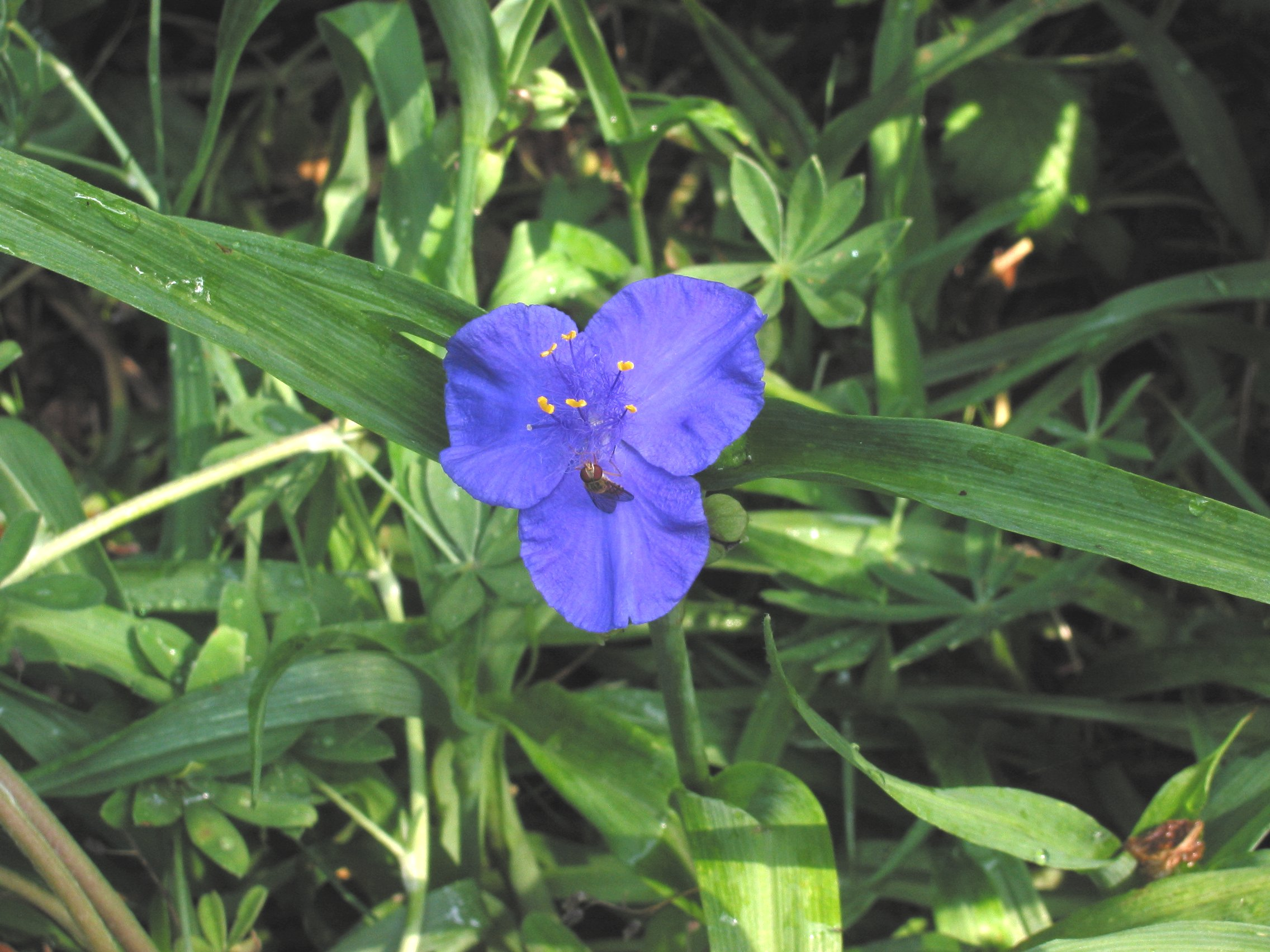
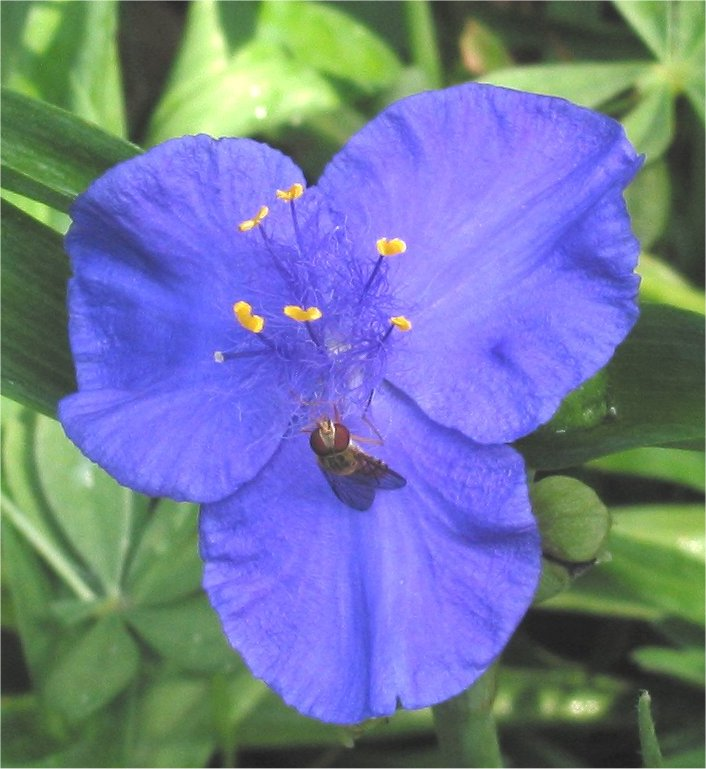